# F/A-18 Hornet
F/A-18 Hornet (в превод: стършел) е американски многоцелеви изтребител на компанията McDonnell Douglas. Разработен е през 70-те години специално за военноморския флот на САЩ и Корпуса на морската пехота, и днес е в експлоатация във въоръжените сили на няколко други страни. Предназначен е да замени F-4 Phantom II и A-4 Skyhawk. Създаден е и специален дериват на F/A-18 Hornet – EA-18 Growler, предназначен за радиоелектронна борба.

## Характеристики
Разработката на F/A-18 Hornet започва в средата на 70-те с прототипа YF-17. Първият полет на F/A-18A е извършен на 12 април 1980, а в следващите години са произведени 340 бройки от същия вариант.
F/A-18 Hornet е първият боен изтребител, който ползва мултифункционални дисплеи (MFD), които дават по-големи възможности на пилота по време на битка. Двигателите General Electric F404 са лесни за поддръжка – пример за това е, че екип от 4 души е в състояние да ги демонтира за 20 минути.

## Бойно използване
Бойното кръщене на F/A-18 Hornet е през април 1986 г. по време на операция „Елдорадо каньон“, военна операция на САЩ срещу Либия.
По време на войната в Персийския залив. На 17 януари, в първия ден на войната, е загубен един F/A-18, а пилотът му загива по време на катастрофата. Друг изтребител е загубен над Залива след успешна мисия над Ирак. В тази война F/A-18 свалят два иракски МиГ-21. По време на бомбардировка над северозападен Ирак МиГ-овете атакуват американските самолети, но биват свалени.
F/A-18 Hornet са използвани при конфликтите в Босна и Косово в средата на 90-те, както и във войната в Ирак през 2003.

## Варианти

### F/A-18A/B Hornet
- F/A-18A е едноместният вариант на първото поколение Hornet. След като прототипния му предшественик YF-17 губи конкурса за нов лек изтребител за ВВС на САЩ от конкурентния YF-16, самолетът на Northrop-Grumann е преработен основно, за да покрие изискванията на военноморската авиация и Авиацията на Корпуса на морската пехота на САЩ. Това, което е недостатък при конкурса за ВВС (недостатъчната простота на конструкцията) е предимство за флотските авиатори. Преди всичко самолетът е двудвигателен, което му дава по-голяма способност за оцеляване при по-продължителните полети над Световния океан. Има много документирани случаи на флотски изтребители, извършили аварийни кацания на самолетоносачи с един отказал двигател, докато при еднодвигателна машина загубата на силовата установка неминуемо води до загуба на машината. Освен това по-здравата конструкция понася по-добре силовите натоварвания от кацането на самолетоносач, популярно определяно от флотските авиатори като „контролирана катастрофа“. По-големите вътрешни обеми на конструкцията дават възможност за интегриране на по-сложно прицелно-навигационно оборудване. Така основна разлика между F/A-18A/B на ВМС и МП на САЩ и F-16A/B на ВВС на САЩ е, че още първите серийни самолети Hornet имат радар APG-65, даващ им възможност да използват ракетите с полуактивна глава за самонасочване AIM-7 Sparrow за въздушен бой на средни дистанции, както и да използват управляемо въоръжение „земя-въздух“ – противокорабни, противорадарни ракети, ракети AGM-65 Maverick, както и лазерноуправляеми авиобомби. Първите серийни F-16A/B са леки изтребители за маневрен въздушен бой без възможност за нанасяне на удари по наземни цели с управляемо въоръжение. При тях радарът е прост и служи основно за откриване на противника на малки дистанции и измерване на разстоянието до него, като поразяването му се извършва с ракети за близък въздушен бой AIM-9 Sidewinder с инфрачервено насочване, които нямат нужда от радарен подсвет. Едва F-16A/B Block 15 получават фабрично възможност да използват AIM-7 Sparrow, a възможностите за използване на управляемо въоръжение „въздух-земя“ са внедрени чак при F-16C/D.
- F/A-18B – двуместен. Тъй като основно противовъздушната отбрана на флотските групировки на САЩ се поема от забележителния тежък изтребител F-14A Tomcat, основното ударение при възможностите на новия тип военноморски изтребител пада върху ударните и разузнавателните задачи. В авиацията на ВМС и Авиацията на Корпуса на морската пехота на САЩ края на своята полезна експлоатация наближават няколко машини. Тъй като на по-малките американски самолетоносачи (от типа на „Ranger“ например (USS Ranger (CV-61)) не могат да бъдат базирани изтребители F-14 Tomcat, тяхната ПВО продължава да се осъществява от F-8 Crusader, което е компромисно решение. Това е морално остарял самолет, чието време е отминало. Възможностите на изтребител на F/A-18A са добре дошли за флота за замяната на Crusader-ите, но далеч по-важни са тези за нанасяне на наземни и морски удари, както и за разузнаване. Преди всичко в сферата на разузнаването RA-5 Vigilante на по-големите самолетоносачи и RF-8 Crusader (разузнавателният вариант на изтребителя) се нуждаят от спешна замяна. Тежките изтребители Tomcat имат възможност за извършване на разузнаване със специален контейнер, но това ги отклонява от основната им задача на въздушен страж на авионосните ударни групировки. Освен това по отношение на ударните задачи от замяна имат нужда F-4 Phantom (добър и доказал се като многоцелеви изтребител-бомбардировач самолет, но службата на авионосци оказва сериозно натоварване на флота от самолети от този тип), A-6 Intruder (също застаряващ тип самолет, който освен това е без никакви възможности за самозащита), А-7Е Corsair (добър щурмовик с широки възможности за нанасяне на удари по наземни и морски цели, но също силно ограничен в своята самозащита, а и освен това с тежкия недостатък да е еднодвигателен), A-4 Skyhawk (малък, непретенциозен самолет, доказал се като полезен, но който освен че също е морално остарял, той по начало е проектиран да е максимално прост, така че технологичното му изоставане става още по-осезаемо, а компактните му размери не позволяват по-сериозна модернизация. Също тежкия недостатък да е еднодвигателен самолет). И не на последно място голямата празнота във военноморската авиация на специализирани самолети за радиоелектронно подавяне. Тези функции могат да се изпълняват от A-6B Intruder и впоследствие от специализираните самолети, разработени на неговата база EA-6A и EA-6B Prowler. Но проблемът е, че те не са въведени на въоръжение в достатъчни количества и най-вече не са особено маневрени, което прави и бездруго опасната задача по поразяването на противниковите зенитно-ракетни комплекси още по-опасна. Маневреността на изтребител на F/A-18A/B Hornet му дава много по-големи възможности за маневриране и полети на пределно малки височини. Но при всички тези задачи – нанасяне на удари по наземни и морски цели с високоточно въоръжение, непосредствена авиационна поддръжка, специализирано въздушно разузнаване и огнево подавяне на противниковата ПВО втори член на екипажа е голямо предимство, а в немалко случаи е и абсолютна необходимост. До появата на Hornet практиката е за бойните самолети, конструирани като едноместни, да се разработват учебно-тренировъчни двуместни варианти (спарки) със силно ограничени бойни възможности. Типичен пример за това са учебните варианти на F-104 Starfighter, F-8 Crusader, A-4 Skyhawk и A-7 Corsair, съответно TF-104, TF-8, TA-4 и TA-7. В такива случаи това е сериозен недостатък, защото двуместните варианти налагат същите експлоатационни разходи, без да повишават бойния потенциал на въздушните сили, които ги оперират. Когато двуместните самолети разполагат с пълни бойни възможности, това е сериозно предимство, тъй като това позволява да се използва целият авиопарк на съответния самолет за бойни задачи. Tака при Hornet двуместните самолети с пълни бойни възможности са означени F/A-18B, за да се подчертае тази характерна особеност. Задното пилотско място разполага с пълен набор от уреди за управление и пултове на прицелно-навигационната система, вместо специализирано работно място за щурман – оператор на въоръжението. Разполагането на второто пилотско кресло става за сметка на модифициране на отсека с прицелно-навигационното оборудване зад пилотската кабина и горивен запас, намален с 6%. Друга характерна особеност на Hornet е, че една и съща модификация разполага с пълноценни бойни възможности както на изтребител, така и на ударен самолет. Оттам идва и доста специфичното означение F/A-18A и F/A-18B.

- F/A-18C/D Hornet

F/A-18C е едноместен модел, F/A-18D двуместен. D-моделът може да бъде използван за обучение или при борба във всякакви метеорологични условия. При пригодените за мисия D-модели задната седалка е конфигурирана за оръжия и сензор, готов да откаже обслужване на оръжейните системи. Моделът D е предимно използван от Морската пехота на САЩ за нощно нападение.
- F/A-18E/F Super Hornet

Едноместен F/A-18E и двуместен F/A-18F Super Hornet пренасят името и концепцията за оригинала F/A-18, но са били широко реконструирани. Super Hornet има нов, 25% по-голям корпус, по-мощен GE F414 двигател, базиран на F/A-18 F404, и по-добра авиотехника в кабината. EA-18G Growler е електронна версия на двуместния F/A-18F, който влиза в производство през 2007 г.
- F/A-18A
- F/A-18B
- F/A-18C

## На въоръжение
- Австралия
- Испания
- Канада
- Кувейт
- Малайзия
- САЩ
- Финландия
- Швейцария
- Аржентина

## Параметри (F/A-18C/D)
Обща характеристика
- Екипаж: F/A-18C: 1, F/A-18D: 2 (пилот и оръжия офицер система)
- Дължина: 17,1 m
- Размах: 12,3 m
- Височина: 4,7 m
- Площ на крилете: 38 m²
- Празен тегло: 11 200 kg
- Пълен тегло: 16 850 kg
- Максимално тегло: 23400 kg
- Двигател: 2 × General Electric F404-GE-402
  - Мощност: 48,9 kN всеки
  - Мощност на форсаж: 79,2 kN всеки

Изпълнение
- Максимална скорост: М 1,8 (1915 km/h на 12 190 m)
- Боен радиус: 290 НМ, 537 km за Hi-Lo Hi-Lo-мисия
- Таван на полета: 15 000 m
- Скороподемност: 254 m/s
- Крило натоварване: 450 kg/m²
- Относителна тяга: 0,95

Оръжия
- Оръдие: 1 × 20 mm оръдие М61 Vulcan, монтирано в носа; боекомплект 578 снаряда
- Външен товар: на общо 9 възела за окачване: 2× ракети, 4× на крило, и 3× по корпуса с капацитет от 6215 kg външно гориво и боеприпаси
  - 70 mm ракети Hydra 70
  - 127 mm ракети Zuni

- Ракети
  - Ракети въздух-въздух:
    - 4 × AIM-9 Sidewinder или 4 × AIM-132 ASRAAM или 4 × IRIS-T или 4 × AIM-120 AMRAAM и
    - 2 × AIM-7 Sparrow или допълнителни 2 × AIM-120 AMRAAM

  - Ракети въздух-земя
    - AGM-65 Maverick
    - SLAM (Standoff Land Attack Missile)
    - AGM-88 HARM (Антирадарни ракети)
    - AGM-154 Joint Standoff Weapon
    - Taurus

  - Противокорабни ракети
    - AGM-84 Harpoon

- Бомби
  - JDAM Precision-guided munition
  - Бомби с лазерно насочване тип Paveway
  - Неуправляеми бомби от серията Mk 80
  - CBU-87
  - CBU-89
  - CBU-97
  - Mk 20 Rockeye II
  - Ядрена бомба B61/Mk57

- Други:
  - Су-42A / A Сигнални ракети, димки / Примамни сигнални ракети или
  - Електронни контрамерки или
  - AN/AAS-38 Nite Hawk, да се замени с AN/ASQ-228 ATFLIR или
  - LITENING targeting pod или
  - до 3 × 330 галона Sargent Fletcher резервоари спад за ферибот полет или разширен диапазон / забавяне.

- Авионика
  - Hughes APG-73 радар
  - ROVER (дистанционно задействан видео засилен приемник) антена за използване от американския флот е F/A-18C ескадрона Strike Fighter